# Giovanni Berio
Giovanni Berio, in arte Ligustro (Imperia, 1º gennaio 1924 – Imperia, 11 dicembre 2015), è stato un incisore italiano.

## Biografia
Giovanni Berio nasce nel 1924 ad Imperia. Nella sua attività artistica si è dedicato principalmente allo studio della tecnica di incisione della xilografia giapponese, in particolar modo secondo la tecnica di stampa policroma nishiki-e, legata soprattutto al periodo Edo. Significativa è la sua produzione artistica raffigurante immagini della Liguria, utilizzando il tipico stile giapponese Operò sempre  in uno studio situato alle spalle del porto di Oneglia, dove manteneva rapporti artistici misurati ma costanti  con altri artisti dell'area del ponente ligure, come Scarella (Luciano Bianchi) con il quale condivide gli inizi tra il figurativo ed il paesaggistico con tecniche miste per poi virare sull'incisione a partire dagli anni 80.
In data 9 maggio 2015, è avvenuta l’apertura della sala dedicata al Maestro Giovanni Berio in arte LIGUSTRO, presso la Biblioteca Civica Lagorio, quale traguardo successivo dopo l’importante donazione (legni incisi, corrispondenza, calligrafie giapponesi, libri ed opere d’arte personali e di altri autori, l'archivio completo di una vita artistica) del Maestro alla Città di Imperia. La sala è fruibile pubblicamente, come punto di riferimento di eccellenza, per consultare tutto il materiale donato per approfondimenti personali ed eventi divulgativi.
Sue opere sono o sono state esposte a Berlino e Bruxelles, tra le altre città. Numerose sue opere di vario genere sono presso la Biblioteca Civica di Imperia.
Importanti e pregiate opere sono presso il Museo Chiossone di Genova, presso l'Archivio Centrale dello Stato a Roma e presso la Fondazione Mario Novaro di Genova, ha inoltre ricevuto il Premio Novaro per la cultura ligure nel 2009 .
Con le sue stampe, i suoi surimono, i suoi e-goyomi, i suoi hashira-e, i suoi ex libris, i suoi mitate, i suoi haiku e con il kaimei (cambio di nome), Ligustro ha contribuito a rafforzare 
i legami tra Italia e Giappone
Nel libro, sostenuto dal Comune per commemorare il centenario della Città di Imperia, fondata il 21 ottobre 1923, IMPERIA 100 Cento anni Cento personaggi illustri, uno dei 100 personaggi che ha dato lustro alla città è Giovanni Berio in arte Ligustro e il suo Giappone-
Muore l'11 dicembre 2015 nella sua città natale, Imperia.